# قاي دوبويه (لاعب هوكي الجليد)
قاي دوبويه (بالفرنسية: Guy Dupuis)‏ هو لاعب هوكي الجليد فرنسي، ولد في 4 سبتمبر 1957 في لونغوي في كندا.

## وصلات خارجية
- قاي دوبويه على موقع EliteProspects.com (الإنجليزية)
- قاي دوبويه على موقع Eurohockey.com (الإنجليزية)
- قاي دوبويه على موقع أوليمبيديا (الإنجليزية)